# Заморські території Норвегії
Заморські території Норвегії — сукупність п'яти різних земель які належать цій країні згідно її законодавству, а саме трьох залежних (норв. Biland) і двох інтегрованих територій (норв. Andre deler av landet).
Залежні території Норвегії у вузькому, юридичному сенсі — незаселені володіння цієї країни в Південній півкулі. Це вулканічний острів Буве площею 49 км² в Південній Атлантиці і дві антарктичні території — які омиваються водами тієї ж Південної Атлантики Земля королеви Мод, сектор материкової Антарктиди між 20° з. д. і 44° 38' с. д., що займає близько однієї шостої частини материка, а також невеликий вулканічний острів Петра I в морі Беллінсгаузена що знаходиться приблизно за 450 км від тихоокеанського берега Антарктиди.
До заморських володіннь Норвегії (але не до залежних територій в строгому сенсі) також відносяться і дві інтегровані території в Північній півкулі — що знаходиться в Норвезькому морі безлюдний острів Ян-Маєн площею 377 км² і розташований в Північному Льодовитому океані архіпелаг Шпіцберген (включаючи острів Ведмежий).

## Перелік
| Прапор | Назва території     | Регіон      | Рік набуття | e-домен  | Столиця  | Населення, чел. | Площа, км² |
| --- | ------------------- | ----------- | ----------- | -------- | -------- | --------------- | ---------- |
| Залежні території |                     |             |             |          |          |                 |            |
| | Земля Королеви Мод¹ | Атлантика   | 1939¹       | .aq, .no | (Тролль) | біля 40         |            |
| | Острів Буве         | Атлантика   | 1928        | .bv      |          | 0               | 49         |
| | Острів Петра I¹     | Тихий океан | 1931¹       | .aq      |          | 0               | 156        |
| Інтегровані території |                     |             |             |          |          |                 |            |
| | Шпіцберген²         | Арктика     | 1920²       | .sj, .no | Лонг'їр  | 2698            | 61 022     |
| | Ян-Маєн             | Атлантика   | 1929        | .sj      |          | 18              | 377        |
| ¹ Не визнається міжнародним співтовариством згідно Договору про Антарктику. ² З обмеженнями за Шпіцбергенським трактатом. |                     |             |             |          |          |                 |            |

## Управління
Жодне з норвезьких заморських володінь не включене в адміністративну систему континентальної Норвегії ні на рівні губерній (фюльке), ні на рівні комун; вони являють собою особливі сутності.
Залежні території не є частиною Королівства Норвегії, але перебувають під його суверенітетом. Це, зокрема, означає, що така земля може бути відступлена без порушення першої статті конституції Норвегії про територіальну цілісність країни. Адмініструються ці території з Осло департаментом полярних справ Міністерства юстиції та громадської безпеки Норвегії. На них поширюється дія цивільного і кримінального норвезького законодавства, включаючи екологічні норми, також там заборонено зберігання та інше використання ядерних матеріалів.

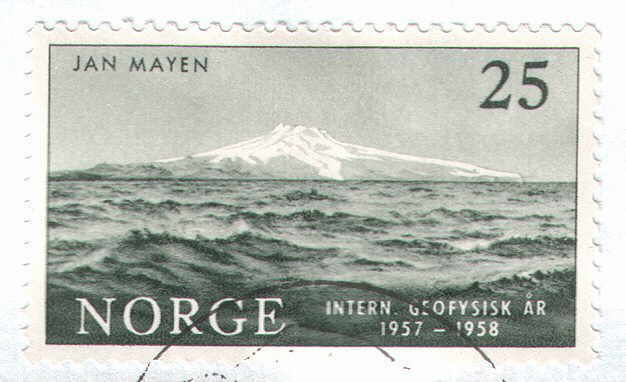
Вулкан Беєренберг на острові Ян-Маєн. Поштова марка Норвегії (1957)

Оскільки о. Петра I і Земля королеви Мод знаходяться південніше 60 ° п. ш., вони підпадають під дію міжнародного Договору про Антарктику, підписаного в тому числі і Норвегією. Згідно з його статтями, міжнародне співтовариство не визнає норвезьких територіальних претензій у цій частині світу. Субантарктичний о. Буве під ці обмеження не підпадає.
В інтересах міжнародної стандартизації інтегровані території Норвегії об'єднані під загальною назвою «Свальбард і Ян-Маєн». Так, воно використовується Міжнародною організацією зі стандартизації і Статистичним відділом ООН, зареєстрований (але не використовується) загальний національний інтернет — домен верхнього рівня .sj. Однак адміністративно ці землі не пов'язані: Ян-Маєн входить у фюльке Нурланн, а Шпіцберген управляється власним губернатором, який підпорядковується Міністерству юстиції (норв. Sysselmannen på Svalbard), але має при цьому спеціальний статус, регульований на національному рівні «Законом про статус Шпіцбергена» 1925 року, а на міжнародному — Шпіцбергенським трактатом 1920 року.
Цей міжнародний договір встановив над архіпелагом суверенітет Норвегії, однак оголосив його демілітаризованою зоною і надав державам-учасницям рівне право на експлуатацію природних ресурсів Шпіцбергена, включаючи територіальні води. Цим правом у даний час, крім самої Норвегії, користуються Росія (до 1995 року чисельність росіян на архіпелазі навіть перевищувала число норвежців) і, в значно меншій мірі, Польща і КНР. На відміну від решти Норвегії (включаючи Ян-Маєн), Шпіцберген не входить ні в Шенгенську зону, ні в Європейську економічну зону, так як є безвізовою вільною економічною зоною.